# Птолемей II
Птолемей II Филаделф (на гръцки: Πτολεμαῖος Φιλάδελφος, букв. „Обичащ сестра си“) е втори владетел (василевс и фараон) от династията на Птолемеите, управлявал Египет от 283 пр.н.е. до 246 пр.н.е.. Той е син на Птолемей I Сотер от втората му жена Береника I.
Името Филаделф (обичащ сестра си) получава заради женитбата със сестра си Арсиноя II, съгласно египетската традиция от времето на фараоните. Избран е от баща си за престолонаследник, като прережда големите синове на Птолемей I от първия му брак с Евридика I, дъщеря на Антипатър.
Птолемей II е способен и образован владетел, който укрепва икономическото и политическо състояние на Елинистичен Египет. В 273 пр.н.е. сключва съюз с Рим, който вероятно автоматически е продължаван при стъпването на престола на всеки нов владетел на Египет. Освен това провежда политика на раздаване на земя на крупни велможи. Забранил заробването на свободни хора. Полага началото на обожествяването на фараоните от Династията на Птолемеите.
Птолемей Филаделф е бил изтънчен ценител на изкуствата и културата, в обкръжението му имало немалко известни поети и учени, а дворът му в Александрия бил забележителен със своята бляскавост и екстравагантност. По време на неговото управление е основана Александрийската библиотека. Както баща си, Птолемей II поддържал развитието на науките и изкуствата.
При възцаряването на Птолемей II през 283 пр.н.е., неговият полубрат и наместник на Киренайка – Магас се обявява за независим владетел и по-късно, през 274 пр.н.е., прави неуспешен опит да превземе Египет от запад, докато Птолемей II е ангажиран във войната срещу селевкидите, навлезли в Палестина. Магас преустановява своята активност заради вътрешен бунт на мармаридите, либийски номади, но остава независим владетел на Киренайка до смъртта си в 250 пр.н.е., когато царството му е присъединено към Птолемеевото.
През управлението на Птолемей II се води т.нар. Първа сирийска война (274 – 271 пр.н.е.) срещу Селевкидската империя за контрола на Коилесирия и Юдея. Конфликтът започва от страна на селевкидския цар Антиох I Сотер. Победата на Птолемеите утвърждава тяхната позиция в Предна Азия.
Втората сирийска война (260 – 253 пр.н.е.) се води главно по егейското крайбрежие на Мала Азия. Търсейки реванш срещу Птолемеите, новият селевкидски цар Антиох II Теос сключва съюз с царя на Македония Антигон II Гонат и съвместно нападат териториите на Птолемей II в Йония, Киликия и Памфилия. Египетския флот търпи решаващо поражение в битката с македонците при о. Кос, 261 пр.н.е. Подробностите около конфликта не са известни, но изглежда че египетския цар губи значителна част от владенията си в Мала Азия.
През 253 пр.н.е. е сключен мир, съгласно който Антиох II се жени за Береника Млада, дъщерята на Птолемей II. През 246 пр.н.е. Птолемей II умира и е наследен от сина си Птолемей III, а през същата година Антиох II се развежда с Береника и отново се връща към първата си жена Лаодика I.

## Семейство
Негова първа жена и майка на Птолемей III е дъщерята на диадоха Лизимах – Арсеноя I. Тя вероятно участва в неуспешен заговор срещу мъжа си. През 278 пр.н.е. Арсиноя I е изгонена от съпруга си Птолемей II и той се жени за сестра си Арсиноя II, която преди това е била съпруга на Лизимах – бащата на първата му съпруга.
С Арсеноя I той има още един син Лизимах и една дъщеря Береника Млада, която става съпруга на селевкидския владетел Антиох II Теос. От сестра си Арсиноя II няма известни наследници.